# Хнумхотеп II
Хнумхотеп II (древнеегип. ẖnmw-ḥtp — «Хнум умиротворён») — наследный князь и номарх Менат-Хуфу, «надзиратель за Восточной пустыней», распорядитель жрецов, херихеб, «начальник Востока». Внук номарха Хнумхотепа I.

## Политическая биография
Хнумхотеп II вырос и достиг вершин своей карьеры во время правления царей Аменемхета II и Сенусерта II. Должность князя Хебену (Менат-Хуфу) Хнумхотеп II унаследовал от своего дяди по матери Нахти I на 19-м году правления Аменемхета II и занимал её в течение не менее 20-ти лет. Если взять за основу годы правления Аменемхета II в соответствии с хронологией Юргена фон Бекерата (1914—1879/76 гг. до н. э.), то можно считать, что Хнумхотеп II правил в 1895—1875 гг. до н. э.

## Происхождение и семья
Заметив, что фараон придает большое значение рождению от дочери номарха, Хнумхотеп II женился на Хети, дочери номарха соседнего Шакальего нома, таким образом сын Хнумхотепа II получил права на Шакальий ном, в котором вскоре стал номархом
| Отец            | Нехери III, правитель г. Хат-Ра-шетпеб                                                                        |
| Мать            | Бакет ("Олива"), дочь номарха Хнумхотепа I                                                                    |
| Супруга         | Хети (Htjj), дочь номарха Кинополисского нома Хаирау                                                          |
| Дети от супруги | «Великие законные сыновья князя»: Хнумхотеп III, Нахти II, номарх Кинополисского нома имя третьего неизвестно |
| Прочие дети     | Сыновья от Тинит (Tnt), «начальницы казны» в его доме: Нехери Хнумхотеп IV, наследный князь Менат-Хуфу        |